# Eero Heinonen (pianist)
Eero Juhani Heinonen, född 26 november 1950 i Åbo, är en finländsk pianist.
Efter studier för bland andra Tarmo Huovinen i Åbo och Dmitrij Basjkirov i Moskva vann Heinonen Maj Lind-tävlingen 1966. År 1974 tog han diplom i Internationella Tjajkovskijtävlingen i Moskva. Han blev lärare vid Sibelius-Akademin 1975, var lektor 1976–1988, timlärare 1988–1995 och docent från 1995. År 2010 förlänades han professors namn.
Heinonen har konserterat bland annat i USA. En av hans specialiteter är pianokonserter från den wienklassiska perioden; han spelade Mozarts samtliga 27 pianokonserter i Helsingfors 1981–1987. Hans kompletta inspelning av Sibelius pianomusik (2001) har tilldragit sig stor uppmärksamhet.